# Theopropus rubrobrunneus
Theopropus rubrobrunneus är en bönsyrseart som beskrevs av Max Beier 1931. Theopropus rubrobrunneus ingår i släktet Theopropus och familjen Hymenopodidae. Inga underarter finns listade i Catalogue of Life.